# Bracon incertus
Bracon incertus är en stekelart som beskrevs av Gaspard Auguste Brullé 1846. Bracon incertus ingår i släktet Bracon och familjen bracksteklar. Inga underarter finns listade.